# Valero Rivera Folch
Valero Rivera Folch (Barcellona, 22 febbraio 1985) è un pallamanista spagnolo, ala sinistra del Nantes.

## Biografia
È figlio di Valero Rivera López, leggendario allenatore del Barcellona e della nazionale spagnola.

## Carriera

### Club
Ha vinto la Champions League col Barcellona nel 2005.

### Nazionale
Con la Nazionale spagnola vince i Mondiali del 2013 tenutisi in Spagna ed Euro 2018 in Croazia.

## Palmares

### Club

#### Competizioni nazionali
- Liga ASOBAL: 3

Barcellona: 2002-03, 2016-17, 2017-18
- Coppa del Re: 3

Barcellona: 2003-04, 2016-17, 2017-18
- Coppa ASOBAL: 3

Barcellona: 2001-02, 2016-17, 2017-18
- Supercoppa di Spagna: 3

Barcellona: 2004, 2016, 2017
- Coppa di Francia: 2

Nantes: 2022-23, 2023-24
- Coppa di Lega: 1

Nantes: 2021-22
- Supercoppa di Francia: 1

Nantes: 2022

#### Competizioni internazionali
- Coppa dei Campioni / Champions League: 1

Barcellona: 2004-05
- IHF Cup / EHF Cup: 1

Barcellona: 2002-03
- Champions Trophy: 1

Barcellona: 2002-03
- IHF Super Globe: 1

Barcellona: 2017

### Nazionale
- Mondiali:

 Spagna 2013
- Europei:

 Croazia 2018
 Polonia 2016
 Danimarca 2014

### Individuale
- MVP del campionato francese: 2011-12
- Miglior ala sinistra del campionato francese: 2011-12, 2012-13, 2015-16
- Miglior ala sinistra ai Mondiali 2015
- Capocannoniere ad Euro 2016
- Capocannoniere della Champions League: 2020-21
- Miglior ala sinistra della Champions League 2020-21